# Двигатель Nissan G
Nissan G — рядный четырёхцилиндровый бензиновый двигатель внутреннего сгорания, выпускавшийся компанией Nissan с 1960 по 1965 год. Устанавливался на Datsun Fairlady/Sports 1500, Nissan Cedric и Nissan Junior.

## G
Объём двигателя G составляет 1,5 л (1488 см3), диаметр цилиндра — 80 мм, а ход поршня — 74 мм. Мощность варьировалась от 75 до 85 л. с., а крутящий момент — от 113 до 125 Н·м (в зависимости от карбюратора).

### Устанавливался на
- 1960 Nissan Cedric 30
- 1961 Nissan Junior Caball C140
- 1962 Datsun Fairlady SP310 (версии с одним и двумя карбюраторами)
- 1962 Nissan Cedric 31
- 1962 Nissan Junior 40
- 1964-1968 Nissan Silvia CSP311 (прототип)